# Aéroport international du Cap
Pour les articles homonymes, voir CPT.
L'aéroport international du Cap (code IATA : CPT • code OACI : FACT), anciennement « D.F. Malan Airport », est l'aéroport de la ville du Cap, en Afrique du Sud. 
Ouvert en octobre 1955, c'est le deuxième plus grand aéroport du pays après celui de Johannesburg et le troisième plus grand en Afrique. 
Jusqu'en 1995, il portait le nom de Daniel François Malan, premier ministre sud-africain de 1948 à 1954 (et promoteur de la politique d'apartheid).
L'aéroport sert de hub à la compagnie nationale South African Airways et plusieurs compagnies internationales y assurent des liaisons régulières dont Lufthansa, KLM ou Swiss. La compagnie française Air France assure une liaison directe vers cet aéroport trois jours par semaine.
En 2010, plus de 8 millions de passagers ont transité par l'Aéroport international du Cap.

## Situation
'
| Bloemfontein Mthatha Skukuza Richards Bay Polokwane/Pietersburg Pietermaritzburg Prétoria-Wonderboom Ulundi Upington Pilanesberg Le Cap Phalaborwa Port Elizabeth Kruger Mpumalanga Kimberley Mala Mala Durban George Plettenberg · Bay Hoedspruit Jo'bourg-Lanséria Jo'bourg-OR Tambo East London |

Carte statique des aéroports d'Afrique du Sud.Carte dynamique des aéroports d'Afrique du Sud.

## Statistiques
Pour des raisons techniques, il est temporairement impossible d'afficher le graphique qui aurait dû être présenté ici.

Voir la requête brute et les sources sur Wikidata.

### Impact de la pandémie de Covid-19
Pour des raisons techniques, il est temporairement impossible d'afficher le graphique qui aurait dû être présenté ici.

Voir la requête brute et les sources sur Wikidata.

## Compagnies et destinations
| Compagnies              | Destinations |
| ----------------------- | --- |
| Air Botswana            | Gaborone-S. Khama |
| Air France              | En saison: Paris-Charles de Gaulle |
| Airlink                 | - Bloemfontein-Bram Fischer, - Bulawayo-J. Nkomo, - George, - Harare, - Hoedspruit, - Johannesbourg OR Tambo, - Kimberley, - Maputo, - Maun, - Kruger Mpumalanga, - Port Elizabeth, - Skukuza, - Upington, - Victoria Falls, - Walvis Bay, - Windhoek Hosea Kutako |
| Air Mauritius           | Maurice-Sir Seewoosagur Ramgoolam |
| British Airways         | Londres-Heathrow En saison: Londres-Gatwick |
| CemAir                  | - Durban-King Shaka, - East London, - Hoedspruit, - Johannesbourg OR Tambo, - Kimberley, - Plettenberg Bay |
| Condor                  | En saison: Francfort |
| Delta Air Lines         | Atlanta H.-Jackson |
| Edelweiss Air           | En saison: Zurich |
| Emirates                | Dubaï |
| Eswatini Air            | Manzini-Roi Mswati III |
| Ethiopian Airlines      | Addis-Abeba Bole |
| FlyNamibia              | Walvis Bay, Windhoek Hosea Kutako |
| FlySafair               | - Bloemfontein-Bram Fischer, - Durban-King Shaka, - East London, - George, - Johannesbourg-Lanséria, - Johannesbourg OR Tambo, - Port Elizabeth |
| Kenya Airways           | Livingstone-H. M. Nkumbula, Nairobi-J. Kenyatta[1], Victoria Falls |
| KLM                     | Amsterdam |
| LAM Mozambique Airlines | Maputo |
| LIFT                    | Durban-King Shaka, Johannesbourg OR Tambo |
| Lufthansa               | Francfort En saison : Munich-F. J. Strauß |
| Proflight Zambia        | Lusaka |
| Qatar Airways           | Doha-Hamad |
| Rwandair                | Harare, Kigali |
| Singapore Airlines      | Singapour-Changi |
| South African Airways   | Johannesbourg OR Tambo, São Paulo/Guarulhos |
| TAAG Angola Airlines    | Luanda-Quatro de Fevereiro |
| Turkish Airlines        | Istanbul |
| United Airlines         | Newark-Liberty, Washington-Dulles |
| Virgin Atlantic         | En saison: Londres-Heathrow |

Édité le 16/05/2020  Actualisé le 21/11/2023

Vols régionaux à partir de l'aéroport du Cap.

## Galerie

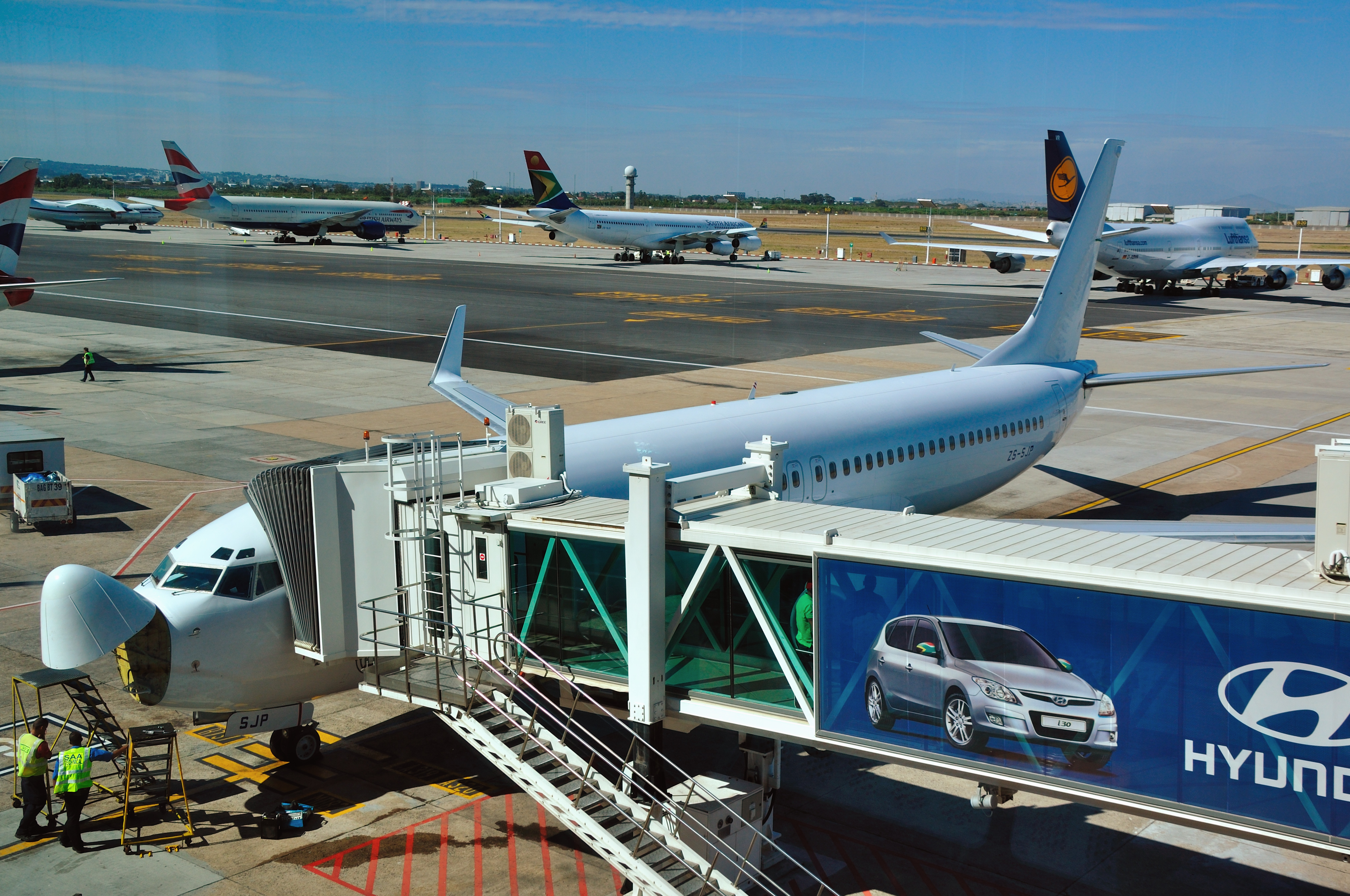
Vue d'une jetée
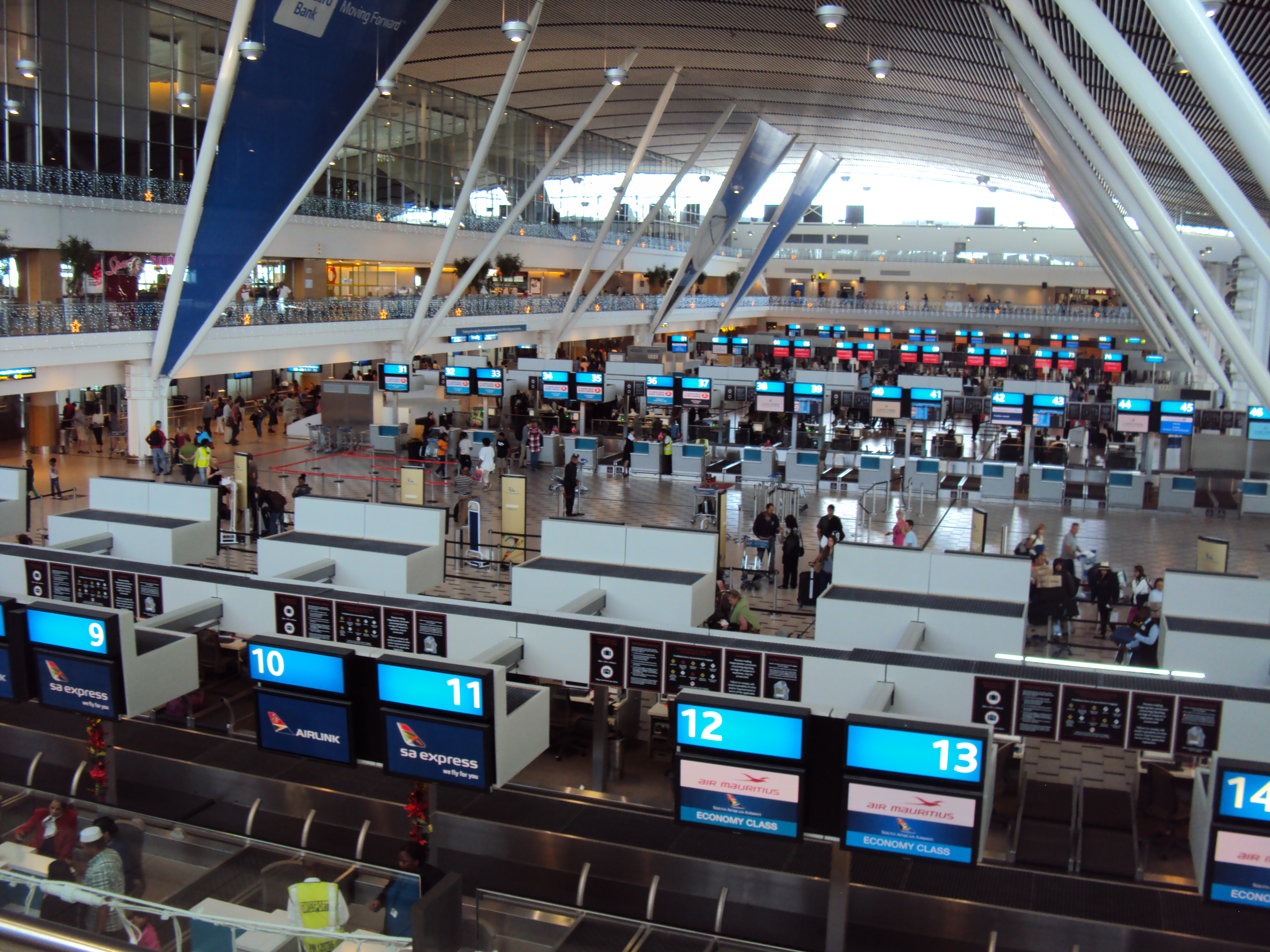
Hall des embarquements
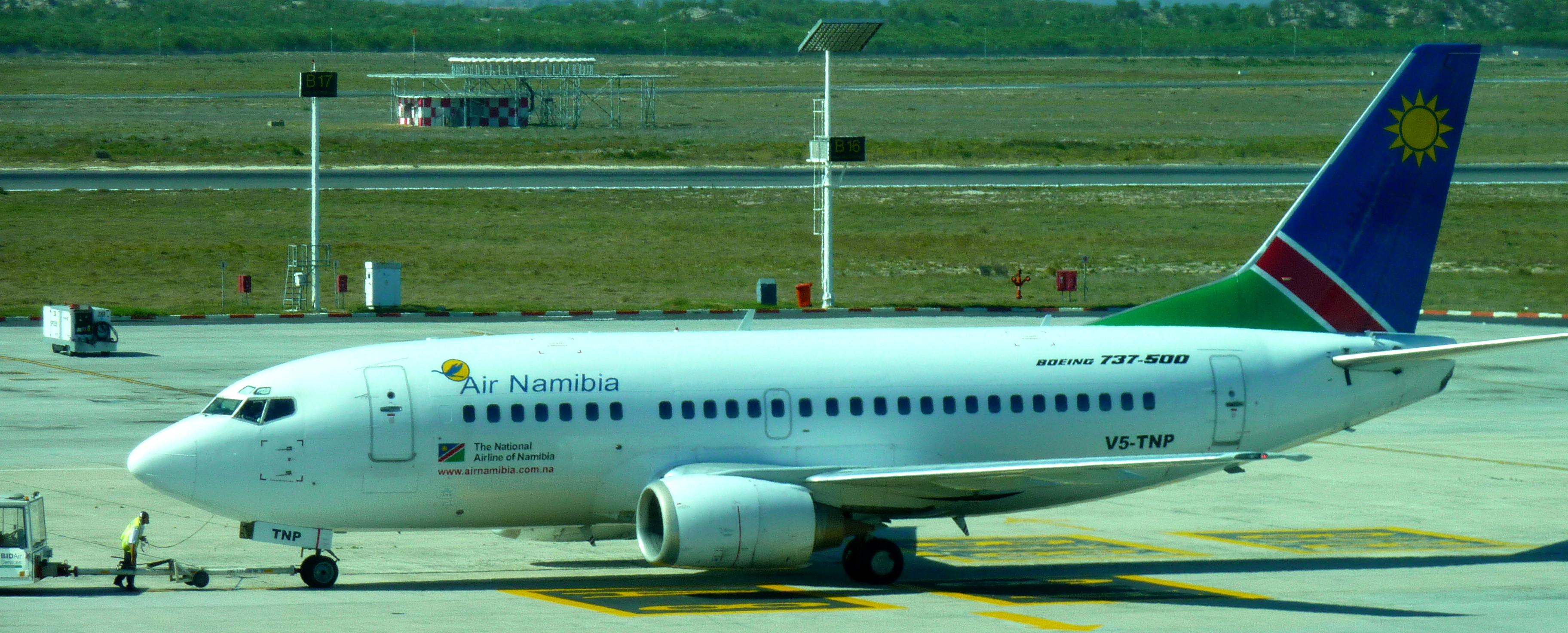
Air Namibia Boeing 737-500 en mai 2010
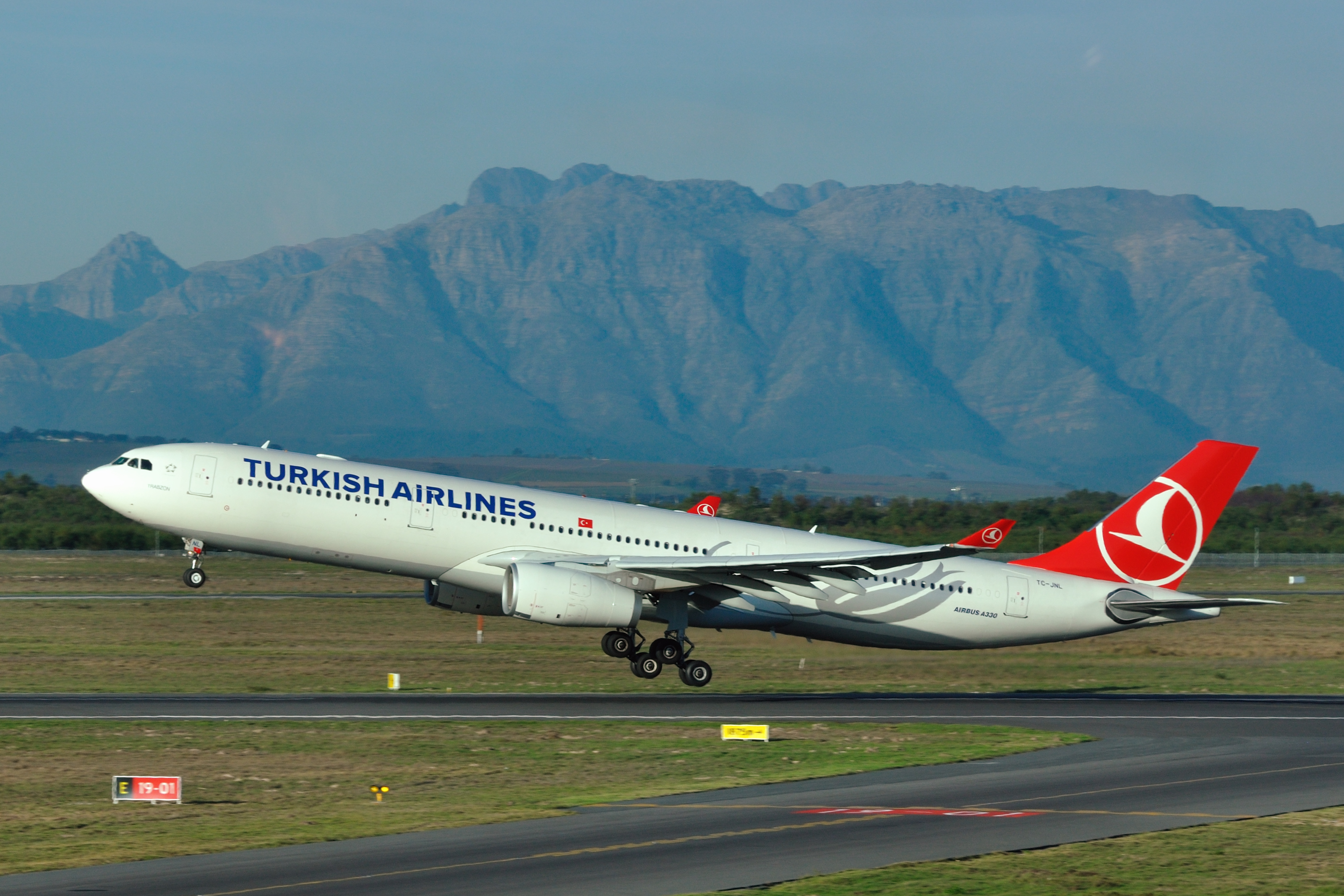
Turkish Airlines Airbus A330-200 au départ en 2011
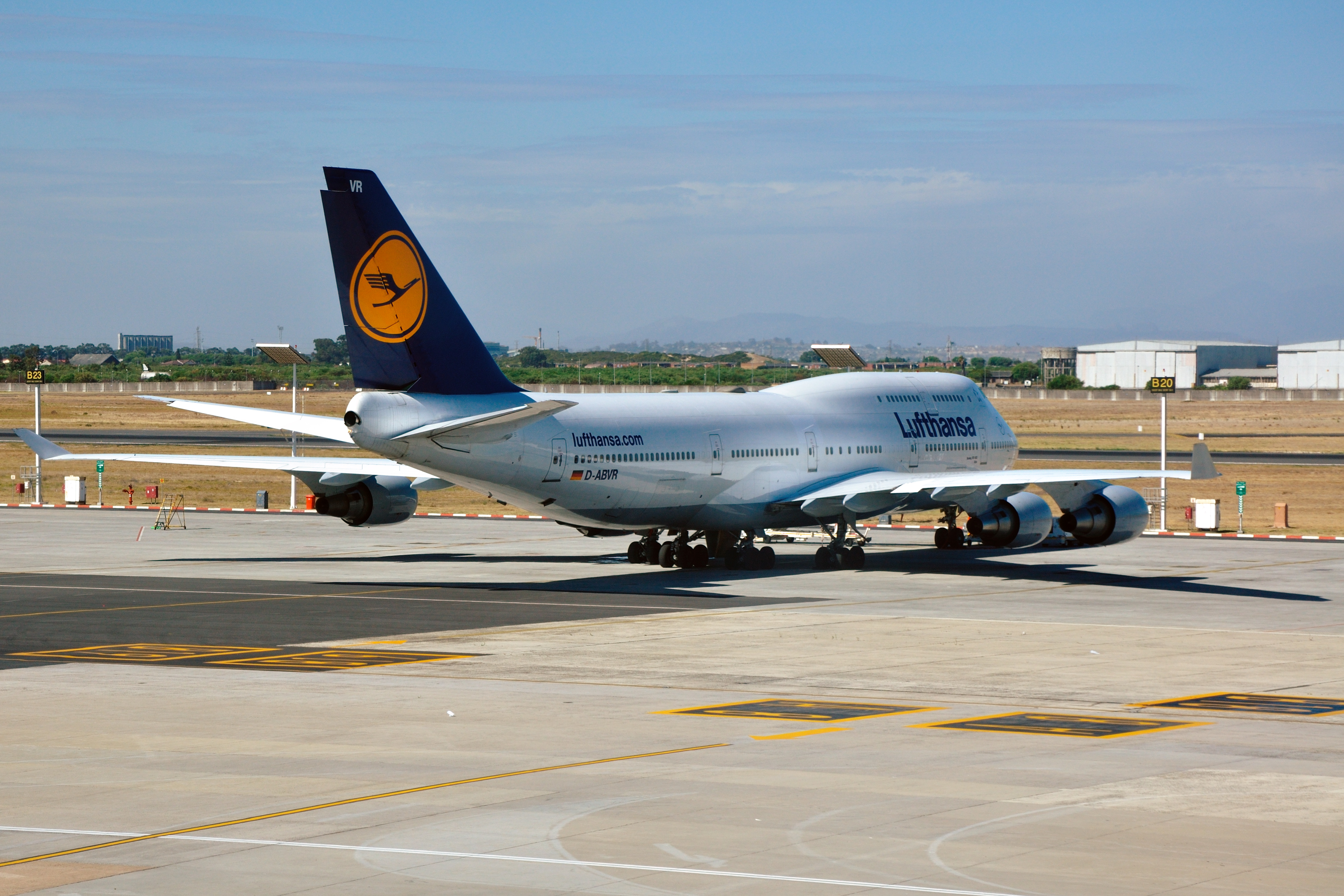
Lufthansa Boeing 747-400 en 2011
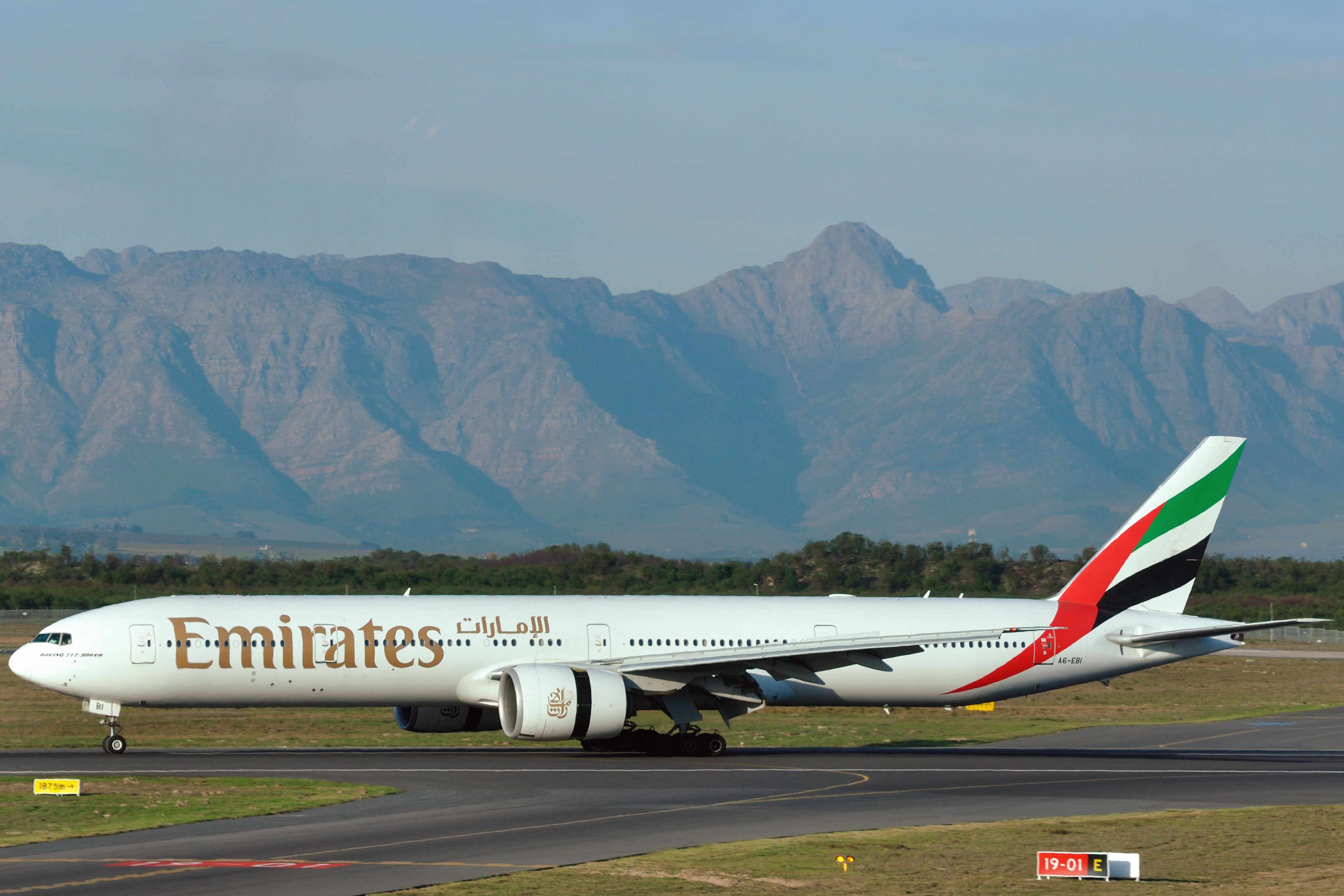
Emirates Airlines Boeing 777-300ER à l'atterrissage en juin 2011
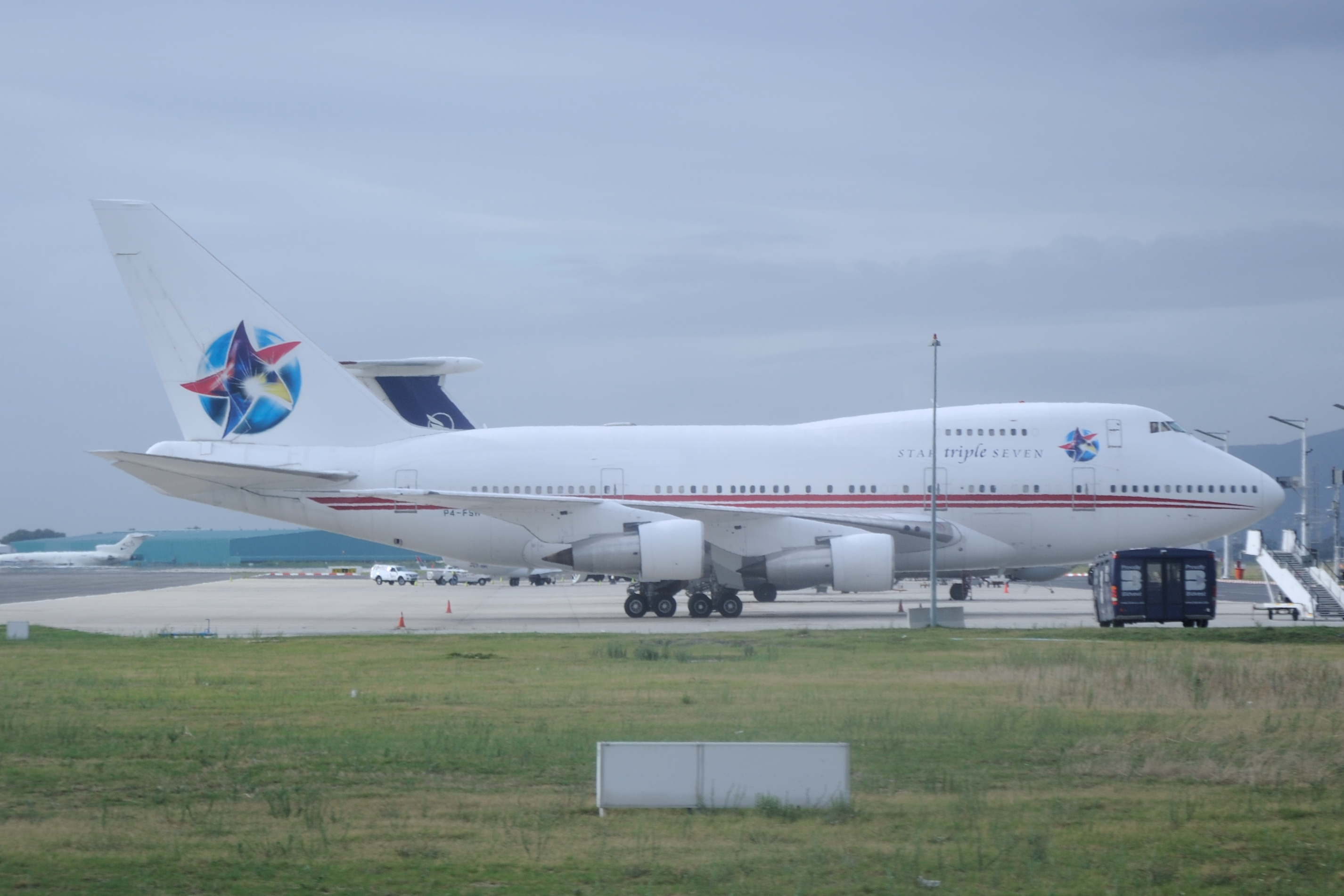
Ernest Angley Ministries' (Star Triple Seven) Boeing 747-SP depuis l'Ohio, USA en mars 2013
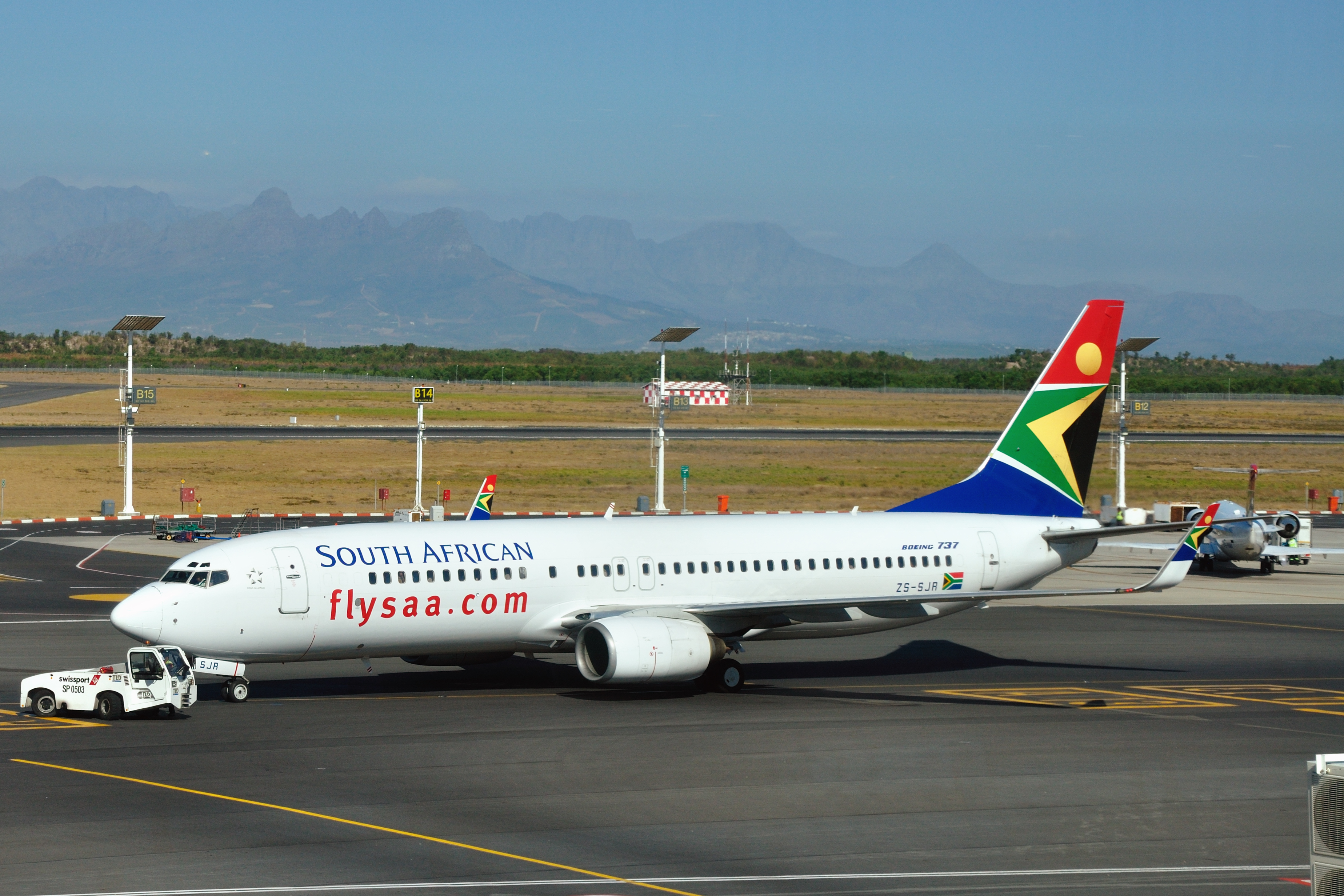
South African Airways Boeing 737-800
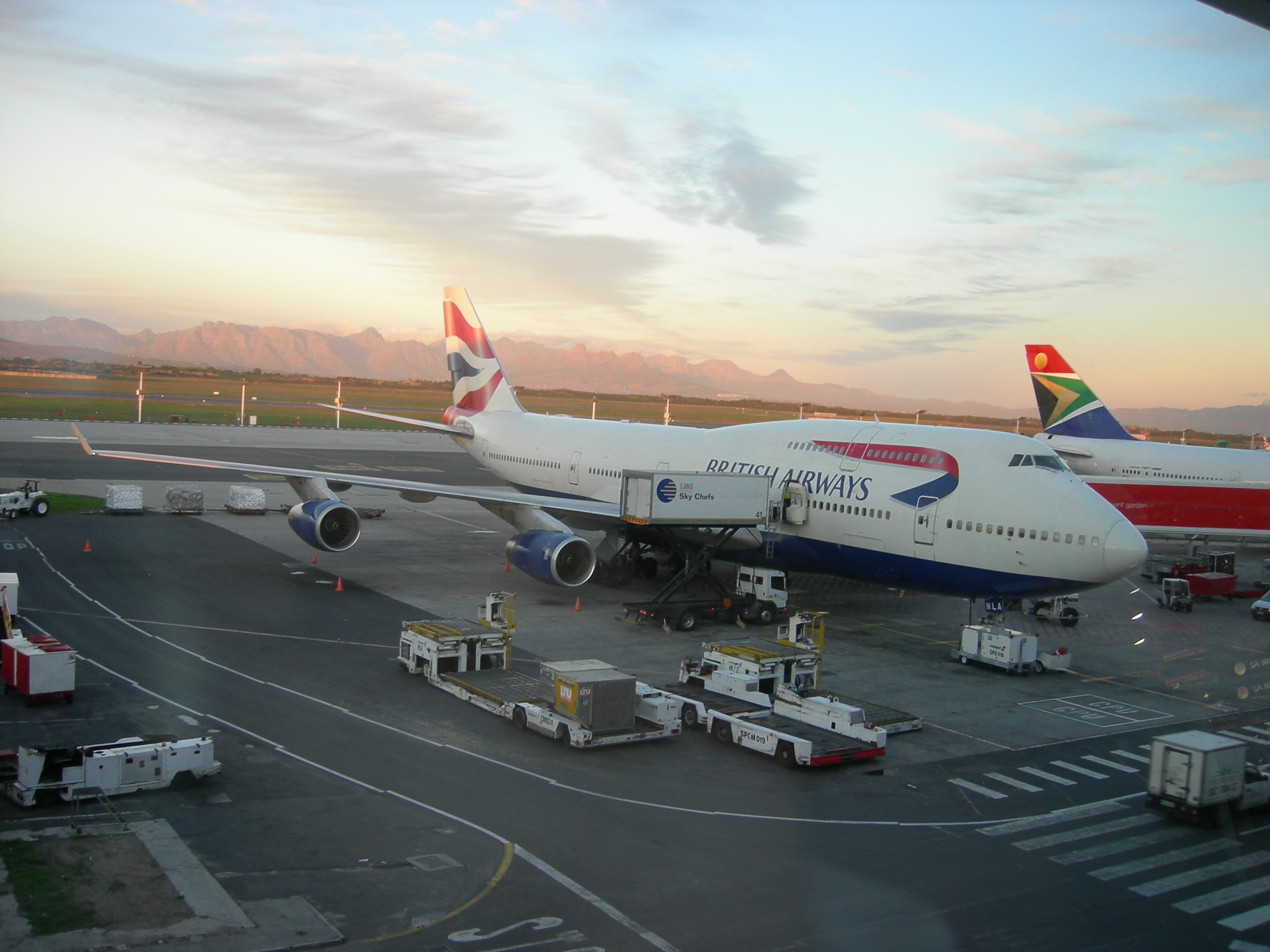
British Airways Boeing 747-400
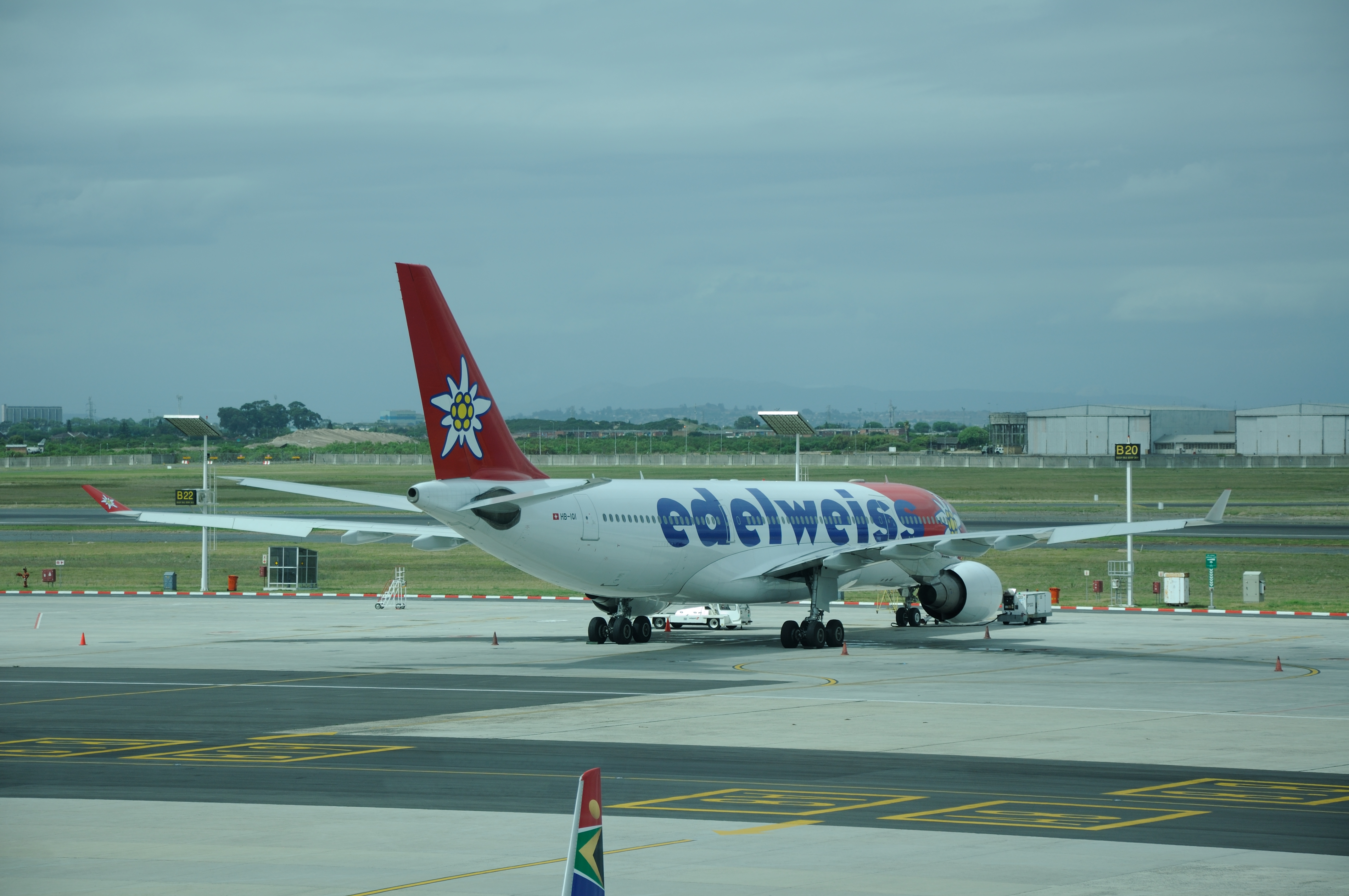
Edelweiss Air Airbus A330-200